# Архиепархия Ренна

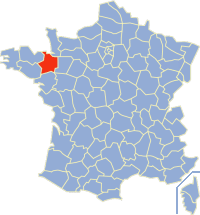
Расположение архиепархии Ренна

Архиепархия Ренна (лат.  Archidioecesis Rhedonensis) — архиепархия Римско-Католической церкви с центром в городе Ренн, Франция. Архиепархия Ренна распространяет свою юрисдикцию на территорию департамент Иль и Вилен, располагающийся в восточной Бретани. В митрополию Ренна входят епархии Анжера, Ванна, Кемпера, Лаваля, Ле-Мана, Люсона, Нанта, Сен-Бриё. Кафедральным собором архиепархии Ренна является церковь святого Петра.

## История
Считается, что епархия Ренна была основана в IV веке. Первое документированное упоминание о епархии Ренна относится к 439 году, когда реннский епископ Фебедиол I участвовал в Анжерском Синоде. Епархия Ренна в это время входила в митрополию Тура.
В укреплении христианства в Ренне значительную роль сыграли семь святых основателей Бретани. В IX веке епархия Ренна была почти полностью христианской. В средние века епископ Ренна имел право короновать герцогов Бретани.
Первая епархиальная семинария была открыта в 1670 году.
29 ноября 1801 года после заключения конкордата с Францией Римский папа Пий VII выпустил буллу Qui Christi Domini, которой расширил епархию Ренна за счёт упразднённых епархий Доля и Сен-Мало и нескольких приходов епархий Нанта и Ванна.
3 января 1859 года Римский папа Пий IX выпустил буллу Ubi primum, которой возвёл епархию Ренна в ранг архиепархии.
13 февраля 1880 года архиепископы Ренна получили право прибавлять к своему титулу названия городов Доля и Сен-Мало.

## Источник
- Annuario Pontificio, Ватикан, 2007.
- Булла Qui Christi Domini/ Bullarii romani continuatio, Tomo XI, Romae 1845, стр. 245—249 Архивная копия от 7 ноября 2014 на Wayback Machine  (лат.)
- Булла Ubi primum/ Pii IX Pontificis Maximi Acta. Pars prima, Vol. III, Romae 1864, стр. 34-48 Архивная копия от 14 января 2014 на Wayback Machine  (лат.)